# Sia (cantant)
Sia Kate Isobelle Furler (Adelaida, 18 de desembre de 1975), més coneguda com a Sia, és una cantant i compositora australiana nominada al Globus d'Or. L'any 2000, el seu senzill "Taken For Granted" va ser un èxit al Regne Unit. El seu àlbum de 2008, Some People Have Real Problems va aconseguir la seva màxima posició en el top 30 del Billboard 200. En els premis ARIA Music Awards de l'any 2009, va guanyar el premi a la "Best Music Dvd" i va rebre sis nominacions en els premis ARIA Music Awards del 2010 i va guanyar la "Millor Publicació Independent" i "Millor Llançament Pop" pel seu àlbum We Are Born, així com "Millor Vídeo" per la cançó "Clap Your Hands". Furler també ha col·laborat i tocat amb Zero 7, Christina Aguilera i, més recentment, amb Hilltop Hoods, David Guetta, Flo Rida, Afrojack, Shakira i Rihanna. Va col·laborar en l'èxit "Titanium" amb el DJ, David Guetta, i en el senzill "Wild Ones" amb el raper Flo Rida, aconseguint l'èxit internacional.
En 2005, la seua cançó "Breathe Me" es va utilitzar en les últimes escenes de la sèrie estatunidenca Six Feet Under. També la cançó esmentada acompanya un dels tràilers del conegut videojoc "Prince of Persia" llançat per a PlayStation 3, PC i Xbox360 per Ubisoft.
En 2010, va col·laborar en la banda sonora d'Eclipsi, amb el tema "My love".
En l'àmbit personal, ha mantingut una relació sentimental amb JD Samson, membre de Le Tigre, que va acabar el 2011, dit per la mateixa Sia via twitter.

## Discografia

### Àlbums d'estudi
- OnlySee (1997)
- Healing Is Difficult (2001)
- Colour the Small One (2004)
- Some People Have Real Problems (2008)
- We Are Born (2010)
- 1000 Forms of Fear (2014)
- This Is Acting (2016)
- We Are Your Children (2016)[2]
- Everyday Is Christmas (2017)
- Music (2021)
- Reasonable Woman (2024)

### Àlbums en viu
- Lady Croissant (2007)
- The We Meaning You Tour: Copenhagen 12.05.2010 (Edició Limitada) (2010)
- The We Meaning You Tour: Live at the Roundhouse 27.05.2010 (Edición Limitada) (2010)
- 1000 Forms of Fear
- This Is Acting

### Aparicions, duetos, samples
- 1997: Home and Away - "How To Breathe" (Sia apareix invitada cantant "How To Breathe" en la playa)

Jesse Flavell – "Tell Me A Little Bit More"
- 1999: "Some Kind of Love Song", en l'àlbum Akimbo del músic australià Friendly (conté sample de la cançó original de Sia – "Mad Love")
- 2004: "Bigger Better Deal" de Desert Eagle Discs
- 2006: "Paranoid Android" en Exit Music: Songs with Radio Heads (àlbum tribut a Radiohead)
- 2007: "How Deep Is Your Love" (cover de Bee Gees), en l'àlbum Please Clap Your Hands de The Bird and the Bee
- 2008: "I'll Forget You", en l'àlbum Corner of an Endless Road de Lior
- 2009: "Wicked Game", en l'àlbum East Side Stories de Peter Joback

Aporta cors en la cançó "Carol Brown" de Flight Of The Conchords, en l'àlbum I Told You I Was Freaky
- 2010: Com compositora i productora en l'àlbum Bionic de Christina Aguilera [All I Need, I Am, You Lost Me, Stronger Than Ever, I Am (Stripped)]

Com a compositora de "Bound To You" en el soundtrack de Burlesque (2010) de Christina Aguilera i Cher
"Never So Big", en l'àlbum Here Lies Love de David Byrne i Fatboy Slim
"Sweet One", en l'àlbum Emperor Box (dueto gravat en 2005, llançat el 2010) de Katie Noonan and the Captains
- 2011: "Titanium", en l'àlbum Nothing but the Beat de David Guetta
- 2011: "I Love It", en l'àlbum Drinking from the Sun, de la banda australiana Hilltop Hoods.
- 2012: "Wild Ones", en l'àlbum Wild Ones de Flo Rida.
- 2012: "Dragging You Around", de Greg Laswell.
- 2012: "She Wolf (Falling to Pieces)", per a l'edició especial de l'àlbum Nothing but the Beat 2.0 de David Guetta.
- 2012: Com a compositora de "Let Me Love You (Until You Learn to Love Yourself)", per a l'àlbum R.E.D. de Ne-Yo. Per segona ocasió com a compositora novament per a l'àlbum de Christina Aguilera titulat Lotus, anticipant la primera cançó Blank Page. També compongué el reeixit senzill "Diamonds", interpretat per Rihanna i inclosa en el setè àlbum d'estudi d'aquesta, titulat "Unapologetic".
- 2012: Com a compositora de "Radioactive", per a l'àlbum Ora de Rita Ora.
- 2012: Com a compositora de "I Am Me", cançó de Willow Smith.